# Gmina Vigala
Gmina Vigala (est. Vigala vald) – gmina wiejska w Estonii, w prowincji Rapla.
W skład gminy wchodzi 27 wsi: Araste - Avaste - Jädivere - Kausi - Kesu - Kivi-Vigala - Kojastu - Konnapere - Kurevere - Leibre - Läti - Manni - Naravere - Oese - Ojapere - Paljasmaa - Palase - Pallika - Päärdu - Rääski - Sääla - Tiduvere - Tõnumaa - Vaguja - Vanamõisa - Vana-Vigala - Vängla.